# Mahafaly (langue)
 (décembre 2023).
Si vous disposez d'ouvrages ou d'articles de référence ou si vous connaissez des sites web de qualité traitant du thème abordé ici, merci de compléter l'article en donnant les références utiles à sa vérifiabilité et en les liant à la section « Notes et références ».
Cet article concerne la langue. Pour le peuple, voir Mahafaly.
Le mahafaly est un dialecte du malgache, parlé principalement par les Malgaches habitant la région constituée par les actuels districts de Betioky-Sud et d'Ampanihy-Ouest,. 
Le dialecte mahafaly est surtout en contact avec l'antandroy et l'antanosy. C'est pourquoi il présente des variantes qui se rapprochent de ces deux autres dialectes mais qui ne sont identifiables que par ceux qui lui sont familiers. Toutefois, le parler malgache qui s'en rapproche le plus est l'antandroy.